# Dawndraco
Dawndraco is een geslacht van uitgestorven pterosauriërs, behorend tot de groep van de Pterodactyloidea, dat tijdens het Laat-Krijt leefde in het gebied van het huidige Noord-Amerika. De enige benoemde soort is Dawndraco kanzai.

## Naamgeving en vondst
In 1974 werd op de Utica 3-vindplaats in Ness County, Kansas door Richard C. Fox en Allen Lindoe een fossiel gevonden van een pterosauriër dat toegeschreven werd aan Pteranodon, in 1994 door Stephen Christopher Bennett meer specifiek aan Pteranodon sternbergi. In 2010 kwam Alexander Kellner tijdens een herziening van het geslacht Pteranodon echter tot de conclusie dat P. sternbergi een eigen geslachtsnaam moest hebben; Geosternbergia. Het bovengenoemde specimen achtte hij echter te afwijkend om nog te verklaren als individuele variatie of seksuele dimorfie binnen Geosternbergia sternbergi zodat hiervoor naar zijn mening het beste een derde geslacht benoemd kon worden.
De typesoort Dawndraco kazai werd aldus in 2010 door Kellner benoemd. De geslachtsnaam verwijst naar Dawn, de Engelse naam van de godin van de dageraad uit de mythologie van de Irokezen, en verbindt de naam daarvan met het Latijnse draco, 'draak'. De soortaanduiding verwijst naar de stam van de Kaza, de meer oorspronkelijke inwoners van Kansas waar het fossiel gevonden is.
Het holotype UALVP 24238 is gevonden in de Smoky Hill Chalk-afzetting van de Niobraraformatie in een iets jongere laag dan het genoholotype van Geosternbergia, die dateert uit het Coniacien-Santonien, ongeveer 86 miljoen jaar oud. Het specimen maakt deel uit van de collectie van de Universiteit van Alberta. Het bestaat uit het meest complete skelet waarvan men dacht dat het van Pteranodon bekend was, met gedeeltelijke schedel en onderkaken, en het grootste deel van de romp, staart, vleugels en achterste ledematen. Het fossiel is samengedrukt op een enkele plaat maar sommige botten zijn enigszins driedimensionaal bewaard gebleven. Het is wellicht afkomstig van een onvolgroeid exemplaar.

## Beschrijving

### Grootte

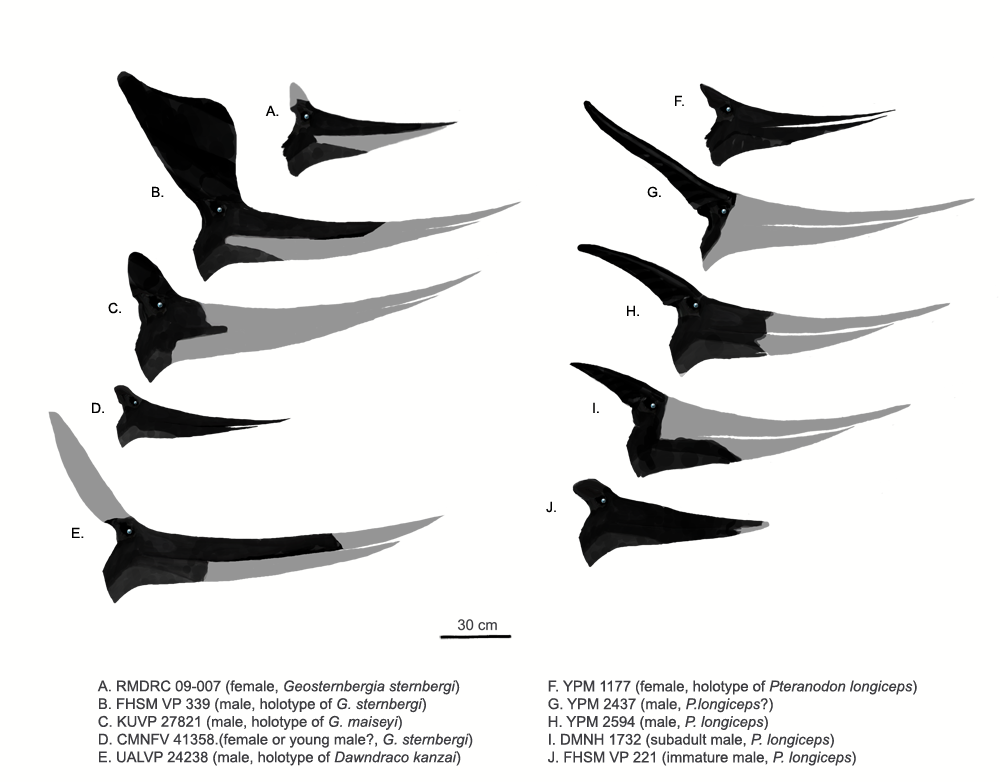
De schedel van Dawndraco, linksonder, vergeleken met drie van Geosternbergia, linksboven, en die van Pteranodon, rechts. De onbekende delen zijn in lichtgrijs aangegeven

Het holotype van Dawndraco heeft een geschatte vleugelspanwijdte van 4,7 meter. Het is mogelijk dat oudere exemplaren veel groter werden.

### Onderscheidende kenmerken
Kellner stelde de volgende onderscheidende kenmerken vast: het gedeelte van de snuit dat voor de schedelopening, de fenestra nasoantorbitalis, gelegen is langgerekter dan bij alle andere pteradontidae; de bovenkant en de kaaklijn van de snuit lopen parallel; het achterste uitsteeksel van de praemaxilla maakt een hoek van 45° met de kaaklijn; het traanbeen heeft een kort en stomp uitsteeksel dat in de oogkas steekt; het onderste slaapvenster is nauwer dan bij andere pteradontiden en het onderste deel ervan is spleetvormig; de onderkaken zijn lager dan bij Pteranodon en het articulare aan hun achtereinden is korter; de staartwervels zijn langer dan bij Pteranodon en nemen niet naar achteren toe plots in grootte af.
Ondanks bovengenoemde verschillen lijkt Dawndraco in algemene bouw sterk op Pteranodon met een korte romp, zeer lange vleugels en een langgerekte tandeloze kop voorzien van een schedelkam. Wat het specimen echter altijd als duidelijk afwijkend van de andere bekende fossielen van Pteranodon heeft doen opvallen, is de naar voren toe hoog blijvende snuit waarvan de marges elkaar nauwelijks naderen terwijl hij geleidelijk omhoog kromt. Of dat betekent dat er helemaal vooraan een plotse vernauwing was, is onbekend want juist de snuitpunt is verloren gegaan. De afgebroken voorkant van de onderkaken is echter wel bewaard en die toont inderdaad een abrupte overgang waar ze vooraan met elkaar beginnen te vergroeien. De zo gevormde mandibula eindigt in een kleine afgeronde weer iets naar beneden krommende punt. Kellner acht het waarschijnlijker dat de snuit gewoon heel lang was met een verhouding tussen de snuitlengte en de hoogte van de fenestra nasoantorbitalis van minstens twintig terwijl die bij Pteranodon op zestien ligt.
Van de schedelkam van Dawndraco is alleen de basis geconserveerd. Het is nog te zien dat hij naar boven toe begint te verwijden, net als bij Geosternbergia maar de voorkant loopt niet zoals bij deze vorm verticaal doch iets naar achteren. Een mogelijke kam op de snuit die wel voor het exemplaar verondersteld werd, is Kellner niet opgevallen.
Een studie uit 2017 stelde dat het holotype in de evenwijdigheid van de bovenste en onderste kaaklijn maar weinig afweek van sommige andere exemplaren, met name KUVP 967. Ook de hoek van 45° was niet zeer afwijkend. Het uitsteeksel van het traanbeen kon bij de meeste exemplaren van Pteranodon niet gecontroleerd worden. De vorm van het onderste slaapvenster was onzeker wegens vervorming. Het articulare was niet korter en de staartwervels waren eerder wat korter dan gemiddeld. Het holotype werd gezien als een jongvolwassen, nog niet uitgegroeid vrij klein mannelijk exemplaar van P. sternbergi. De nieuwe studie wist te achterhalen dat er oorspronkelijk wel een kam aanwezig was maar dat deze was weggeprepareerd en daarna weer als donkere zone was aangegeven. Ook vond men een structuur die de mogelijke snuitpunt zou kunnen zijn geweest. Die was stomp maar het werd aannemelijk geacht dat dit kwam door vervorming van een oorspronkelijk spitse punt.
In een reactie toonde Kellner aan dat het holotype zeer waarschijnlijk een volledig uitgegroeid mannelijk exemplaar was, wat de auteurs van de andere studie toegaven. Hij achtte het bestaan van tussenliggende vormen niet beslissend: het holotype was volgens hem zo afwijkend dat het als een afgesplitste evolutielijn moest worden gezien. Daar waren de auteurs van de studie het dan weer niet mee eens. Deze discussie is lastig te beslissen omdat geen van beide partijen een exacte vormruimte heeft bepaald die de variatie van een significante selectie van traditionele fossielen van Pteranodon beschrijft. Zo kan niet bepaald worden of het holotype hier duidelijk buiten valt.

## Fylogenie
Dawndraco is door Kellner in de klade Pteranodontidae geplaatst, als directe verwant van Pteranodon en Geosternbergia.